# Xanthosoma brevispathaceum
Xanthosoma brevispathaceum är en kallaväxtart som beskrevs av Adolf Engler. Xanthosoma brevispathaceum ingår i släktet Xanthosoma och familjen kallaväxter.
Artens utbredningsområde är Peru. Inga underarter finns listade.